# Ploemel
Ploemel (en bretó Pleñver) és un municipi francès, situat a la regió de Bretanya, al departament d'Ar Mor-Bihan. L'any 2006 tenia 2.388 habitants.

## Demografia
| 1962                                       | 1968  | 1975  | 1982  | 1990  | 1999  |  |
| ------------------------------------------ | ----- | ----- | ----- | ----- | ----- |  |
| 1.512                                      | 1.378 | 1.396 | 1.640 | 1.892 | 2.047 |  |
| Des de 1962: població sense dobles comptes |       |       |       |       |       |  |

## Administració
| Període | Identitat   | Partit        |
| ------- | ----------- | ------------- |
| 2001-   | Gildas Belz | Divers gauche |